# تاور ۱۸۵
تاور ۱۸۵ (انگلیسی: Tower 185) ساختمان اداری ۵۵ طبقه در شهر فرانکفورت، آلمان است، که در سال ۲۰۰۸ احداث گردید.